# La Balsa (Marvel Comics)
La Balsa es una isla prisión ficticia en la ciudad de Nueva York para  criminales sobrehumanos psicópatas (predominantemente supervillanos) que aparece en los cómics publicados por Marvel Comics. Creada por el escritor Brian Michael Bendis y el artista David Finch, apareció por primera vez en Alias #26 como el centro de "Máxima-Máxima Seguridad" de la Penitenciaría de Máxima Seguridad de la Isla Ryker, una versión ficticia de la Rikers Island de Nueva York.

## Uso en la historia de origen de losNuevos Vengadores
En Nuevos Vengadores #1, la Balsa fue utilizada como plataforma para una fuga a gran escala. Electro es contratado por un patrocinador desconocido para drenar los generadores que alimentan la instalación, para que se apague el sistema de seguridad y se liberen los presos super poderosos. Estalla una batalla, con los héroes Spider-Woman, Capitán América, Spider-Man, El Vigía, Daredevil, Luke Cage, y Iron Man defendiéndose contra tipos como Mr. Hyde, Hydro-Man, y Hombre Púrpura, entre otros.
Durante la fuga cuarenta y dos reclusos escapan de La Balsa. Capitán América y Iron Man forman los Nuevos Vengadores de los héroes presentes en la fuga (con excepción de Daredevil que, por razones personales, no desea unirse) con el fin de recuperar a estos fugitivos. Por lo tanto, la Balsa sirve como un catalizador para la formación del equipo los Nuevos Vengadores, y el punto de partida para una serie en curso de historias que se muestran en la serie de cómics Nuevos Vengadores.
Varios presos vistos en la Balsa son personajes que habían sometido numerosos cambios en las apariencias o caracterización (tales como Samurái de Plata); sin embargo, en Nuevos Vengadores son retratados como habiendo vuelto a sus apariencias y comportamientos anteriores. La razón de esta reversión en masa no se explica. Además, muchos de los internos creídos previamente haber muerto en las líneas argumentales pasadas, tales como Degollador y Gravitón. Varios creadores de Marvel, incluyendo al escritor Bendis, han destacado que estas anomalías de conducta y de físico no son errores de continuidad, sino el grano de una historia futura (ver Invasión Secreta).
Durante la historia de 2010 "Era Heroica", John Walker se convierte en el alcaide de la Balsa y los Thunderbolts de Luke Cage tienen su sede aquí. El equipo está formado por reclusos que han recibido una oportunidad de reformarse, aún viven con la población general de la prisión, pero reciben privilegios especiales como poder abandonar misiones.
Durante la historia de 2011 "Miedo Mismo", uno de los martillos soltados por la Serpiente cae en la Balsa, que causa la destrucción masiva a las instalaciones. Juggernaut coge el martillo, lo que le transforma en Kurrth: Destructor de Piedra. La transformación destruye completamente la Balsa. Durante la destrucción de la Balsa, el Hombre Púrpura se escapa. Algunos otros presos escapan también.

## Elementos de seguridad
Como se revela en Nuevos Vengadores #1, La Balsa está en una isla separada de la Isla Ryker. La Balsa tiene ocho niveles submarinos de celdas. Cada celda está rodeada de acero grueso y forrado con adamantio. Las celdas no tienen ventanas; sino que cada puerta suya tiene una videocámara que vigilan al interno que alberga. La videovigilancia es bidireccional, permitiendo a los internos ver quién los está mirando. Los poderes de los internos son neutralizados y no se les permite ningún contacto humano.
Todos los visitantes civiles, con superpoderes o no, deben tener un agente de S.H.I.E.L.D. con superpoderes escoltándolos, y la instalación está tripulada por 67 agentes de S.H.I.E.L.D. altamente entrenados y armados.

## Reclusos conocidos
| Personaje                | Alter ego                          | Notas |
| ------------------------ | ---------------------------------- | --- |
| Hombre Absorbente        | Carl "Crusher" Creel               | Enemigo de Thor, Hulk y los Vengadores. Apareció por primera vez en Journey into Mystery #114. Revelado como preso de la Balsa en la miniserie Reino Oscuro: Legión Letal y Academia Vengadores #7.                                                                          |
| Aftershock               | Danielle Blunt                     | Enemigo de los Jóvenes Aliados y miembro de los Bastardos del Mal. Apareció por primera vez en Jóvenes Aliados vol. 2 #1. Revelado como preso de la Balsa en Jóvenes Aliados vol. 2 #5 y Miedo Mismo: Frente Interno #2.                                                     |
| Ai Apaec                 | Ai Apaec                           | Enemigo de los Vengadores. Apareció por primera vez en Osborn #1. Revelado como preso de la Balsa en Nuevos Vengadores vol. 2 #23 y Thunderbolts #175. |
| Respuesta                | Aaron Nicholson                    | Enemigo de Spider-Man. Apareció por primera vez en Spectacular Spider-Man vol. 2 #91. Revelado como preso de la Balsa en Nuevos Vengadores #1-4, Toxina #3 y Los Nuevos Vengadores: Archivos Más Buscados.                                                                   |
| Anti-Veneno              | Edward "Eddie" Charles Allan Brock | Enemigo de Spider-Man. Apareció por primera vez en The Amazing Spider-Man #299. Revelado como preso de la Balsa en Vengadores Anual Vol. 4 #1. |
| Armadillo                | Antonio Rodríguez                  | Enemigo del Capitán América. Apareció por primera vez en Capitán América #308. Revelado como preso de la Balsa en Nuevos Vengadores #1-4, Nuevos Guerreros vol. 3 #1 y Los Nuevos Vengadores: Archivos Más Buscados.                                                         |
| Aryan                    | Sin revelar                        | Enemigo del Lobezno. Apareció por primera vez en Lobezno vol. 2 #164. Revelado como preso de la Balsa en Los Nuevos Vengadores: Archivos Más Buscados. Fallecido. |
| Atlas                    | Erik Stephan Josten                | Antiguo miembro de los Thunderbolts. Apareció por primera vez en Vengadores #21. Revelado como preso de la Balsa en Vengadores Anual Vol. 4. #1. |
| Axe                      | Jerome Hamilton                    | Enemigos de los Nuevos Mutantes y Lobezno. Apareció por primera vez en Nuevos Mutantes #7. Revelado como preso de la Balsa en Thunderbolts #159. Fallecido. |
| Barbarus                 | Sin revelar                        | Enemigo de la Patrulla X y miembro de los Mutados de la Tierra Salvaje. Apareció por primera vez en X-Men #62. Revelado como preso de la Balsa en Los Nuevos Vengadores: Archivos Más Buscados y Nuevos Vengadores #1-5.                                                     |
| Barón Sangre             | John Falsworth                     | Enemigo del Capitán América y los Invasores. Apareció por primera vez en Invasores #7. Revelado como preso de la Balsa en Alias #26. Fallecido. |
| Basilisk                 | Basil Elks                         | Enemigo de Spider-Man y el Castigador. Apareció por primera vez en Marvel Team-Up #16. Revelado como preso de la Balsa en Herc #3. Asesinado por la Plaga del Inframundo, pero más tarde resucitado por Hood.                                                                |
| Escarabajo               | Mujer anónima                      | Enemigo de Bucky y la Viuda Negra. Apareció por primera vez en Capitán América vol. 6 #607. Revelado como preso de la Balsa en Capitán América vol. 6 #608. |
| Big Roy                  | Desconocido                        | Enemigo de los Thunderbolts. Apareció por primera vez en Thunderbolts #159. Revelado como preso de la Balsa en Thunderbolts #159. Fallecido. |
| Mamba Negra              | Tanya Sealy                        | Enemiga del Capitán América. Apareció por primera vez en Marvel Two-in-One #65. Revelada como presa de la Balsa en Thunderbolts #156. |
| Blackout                 | Sin revelar                        | Enemigo del Motorista Fantasma. Apareció por primera vez en Motorista Fantasma vol. 3 #2. Revelado como preso de la Balsa en Nuevos Vengadores #1-4, Los Nuevos Vengadores: Archivos Más Buscados y Academia Vengadores #4.                                                  |
| Ventisca                 | Donald "Donny" Gill                | Enemigo de Iron Man. Apareció por primera vez en Iron Man #223; Revelado como preso de la Balsa en Thunderbolts #156. |
| Hermanos Sangre          | Sin revelar                        | Enemigos de Iron Man y Drax el Destructor. Apareció por primera vez en Iron Man #55. Revelados como presos de la Balsa en Nuevos Vengadores #1-4, Los Nuevos Vengadores: Archivos Más Buscados y Llega la Edad Heroica #1. Uno de ellos está fallecido.                      |
| Boomerang                | Frederick "Fred" Myers             | Enemigo de Hulk y Spider-Man. Apareció por primera vez en Tales to Astonish #81. Revelado como preso de la Balsa en Thunderbolts #156-158 y Red de Spider-Man vol. 2 #9. |
| Brandon                  | Brandon                            | Enemigo de Spider-Man. Apareció por primera vez en Journey Into Mystery #635. Revelado como preso de la Balsa en Journey Into Mystery #635. |
| Hermanos Grimm           | Percy y Barton Grimes              | Enemigos de Iron Man y los Vengadores de la Costa Oeste. Apareció por primera vez en Iron Man #187; Revelado como preso de la Balsa en Los Nuevos Vengadores: Archivos Más Buscados y Nuevos Vengadores #1-4.                                                                |
| Bulldozer                | Henry Camp                         | Enemigo de Hulk, Thor, los Defensores y los Vengadores. Apareció por primera vez en Defensores #17. Revelado como preso de la Balsa en Nuevos Vengadores #1-4 y Los Nuevos Vengadores: Archivos Más Buscados.                                                                |
| Cañonero                 | Carl Burbank                       | Enemigo de Daredevil y el Castigador. Apareció por primera vez en Daredevil #248. Revelado como preso de la Balsa en Nuevos Vengadores #1-4, Los Nuevos Vengadores: Archivos Más Buscados y Llega la Edad Heroica #1. Fallecido.                                             |
| Capitán Ultra            | Griffin Gogol                      | Apareció por primera vez en Cuatro Fantásticos #177. Revelado como preso de la Balsa en Vengadores Anual Vol. 4 #1. |
| Matanza                  | Cletus Kasady                      | Enemigo de Spider-Man y Veneno. Apareció por primera vez en Amazing Spider-Man #344. Revelado como preso de la Balsa en Los Nuevos Vengadores: Archivos Más Buscados y Nuevos Vengadores #1-4.                                                                               |
| Centurius                | Noah Black                         | Enemigo de Nick Furia. Apareció por primera vez en Nick Furia, Agente de SHIELD #2. Revelado como preso de la Balsa en Thunderbolts #156-158, Los Nuevos Vengadores: Archivos Más Buscados y Nuevos Vengadores #1-4.                                                         |
| Siglo                    | Sin revelar                        | Apareció por primera vez en Fuerza de Obras #1. Revelado como preso de la Balsa en Vengadores Anual Vol. 4 #1. |
| Chemistro                | Calvin Carr                        | Enemigo de Luke Cage. Apareció por primera vez en Power Man y Puño de Hierro #94. Revelado como preso de la Balsa en Los Nuevos Vengadores: Archivos Más Buscados y Nuevos Vengadores #1-4.                                                                                  |
| Hombre de Cobalto        | Ralph Roberts                      | Enemigo de la Patrulla X y Hulk. Apareció por primera vez en X-Men #31. Revelado como preso de la Balsa en Guerra Civil #1; Fallecido. |
| Código Bravo             | Richard                            | Enemigo del Capitán Amërica. Apareció por primera vez en Capitán América vol. 6 #1. Revelado como preso de la Balsa en Capitán América vol. 6 #7-8. |
| Coldheart                | Kateri Deseronto                   | Enemiga de Spider-Man. Apareció por primera vez en Spider-Man #49. Revelada como presa de la Balsa en Guerra Civil #1; Fallecida. |
| Guerra Fría              | Sin revelar                        | Enemigo del Capitán América; Apareció por primera vez en Marvel Comics Presentes #2. Revelado como preso de la Balsa en Los Nuevos Vengadores: Archivos Más Buscados. |
| Constrictor              | Frank Payne                        | Enemigo de Hulk y el Capitán América. Apareció por primera vez en Increíble Hulk #212. Revelado como preso de la Balsa en Los Nuevos Vengadores: Archivos Más Buscados. |
| Controlador              | Basil Sandhurst                    | Enemigo de Iron Man. Apareció por primera vez en Iron Man #12. Revelado como preso de la Balsa en la miniserie Spider-Man: Fuga, Nuevos Vengadores #1-4 yLos Nuevos Vengadores: Archivos Más Buscados.                                                                       |
| Corruptor                | Jackson Day                        | Enemigo de Thor y Nova. Apareció por primera vez en Nova #4. Revelado como preso de la Balsa en Llega la Edad Heroica #1, Nuevos Vengadores #1-4 y Los Nuevos Vengadores: Archivos Más Buscados.                                                                             |
| Conde Nefaria            | Luchino Nefaria                    | Enemigos de los Vengadores. Apareció por primera vez en Vengadores #13. Revelado como preso de la Balsa en Nuevos Vengadores #1-4 y Los Nuevos Vengadores: Archivos Más Buscados.                                                                                            |
| Capucha Escarlata        | Justine Hammer                     | Enemiga de Iron Man y los Thunderbolts. Apareció por primera vez en Thunderbolts #3. Revelada como presa de la Balsa en Guerra Civil: Primera Línea #9. |
| Calavera                 | Brock Rumlow                       | Enemigo del Capitán América. Apareció por primera vez en Capitán América #359. Revelado como preso de la Balsa en Los Nuevos Vengadores: Archivos Más Buscados y Thunderbolts #144-150.                                                                                      |
| Fuego Cruzado            | William Cross                      | Enemigo de Ojo de Halcón. Apareció por primera vez en Marvel Dos en Uno #52. Revelado como preso de la Balsa en Nuevos Vengadores #1-4, Los Nuevos Vengadores: Archivos Más Buscados y la miniserie Spider-Man: Fuga.                                                        |
| Cruzado                  | Arthur Charles Blackwood           | Enemigo de Thor y Lobezno. Apareció por primera vez en Thor #330. Revelado como preso de la Balsa en Nuevos Vengadores #1-4 y Los Nuevos Vengadores: Archivos Más Buscados.                                                                                                  |
| Degollador               | Daniel Leighton                    | Enemigo del Capitán América. Apareció por primera vez en Marvel Team-Up #89. Revelado como preso de la Balsa en Nuevos Vengadores #1-4 y Los Nuevos Vengadores: Archivos Más Buscados. Fallecido.                                                                            |
| Bestia Oscura            | Henry Philip McCoy                 | Enemigo de la Patrulla X. Apareció por primera vez en X-Men Alpha #1. Revelado como preso de la Balsa en Thunderbolts #155. |
| Deathwatch               | Sin revelar                        | Enemigo del Motorista Fantasma. Apareció por primera vez en Motorista Fantasma Vol. 2 #1. Revelado como preso de la Balsa en Nuevos Vengadores #1-4 y Los Nuevos Vengadores: Archivos Más Buscados.                                                                          |
| Hombre Demolición        | Denny Dunphy                       | Apareció por primera vez en Capitán América #328. Revelado como preso de la Balsa en Vengadores Anual Vol. 4 #1. |
| Exterminador de Demonios | Eric Simon Payne                   | Apareció por primera vez en Marvel Spotlight #33. Revelado como preso de la Balsa en Vengadores Anual Vol. 4 #1. |
| Cabeza de Diamante       | Archibald "Arch" Dyker             | Enemigo de Nova. Apareció por primera vez en Nova #3. Revelado como preso de la Balsa en Guerra Civil: Primera Línea #9. |
| Doctor Demonicus         | Douglas Birely                     | Enemigo de los Vengadores de la Costa Oeste y Godzilla. Apareció por primera vez en Godzilla #4. Revelado como preso de la Balsa en Nuevos Vengadores #1-4 y Los Nuevos Vengadores: Archivos Más Buscados.                                                                   |
| Doctor Muerte            | Victor von Muerte                  | Enemigo de los Cuatro Fantásticos. Apareció por primera vez en Cuatro Fantásticos #5. Revelado como preso de la Balsa en Invasión Secreta #1. |
| Doctor Octopus           | Otto Gunther Octavius              | Enemigo de Spider-Man. Apareció por primera vez en The Amazing Spider-Man #3. Revelado como preso de la Balsa en Vengador Spider-Man #8. Actualmente con soporte vital. |
| Libélula                 | Veronica Dultry                    | Enemiga de la Patrulla X y el Capitán América. Apareció por primera vez en X-Men #94. Revelado como preso de la Balsa en Academia Vengadores #15. |
| Ember                    | Jason                              | Enemigo de los Jóvenes Aliados y miembro de los Bastardos del Mal. Apareció por primera vez en Jóvenes Aliados vol. 2 #1. Revelado como preso de la Balsa en Jóvenes Aliados vol. 2 #5 y Miedo Mismo: el Frente Interno #2.                                                  |
| Ethan Edwards            | Ethan Edwards                      | Apareció por primera vez en Marvel Knights: Spider-Man #13. Revelado como preso de la Balsa en Vengadores Anual Vol. 4 #1. |
| Exterminatrix            | Oubliette Midas                    | Enemigo/aliado de Noh-Varr. Apareció por primera vez en Marvel Boy vol. 2 #1. Revelado como preso de la Balsa en Guerra Civil: Reporte de Daños de Batalla y Ms. Marvel vol. 2 #18.                                                                                          |
| Fancy Dan                | Daniel Brito                       | Enemigo de Daredevil y Spider-Man. Apareció por primera vez en Amazing Spider-Man #10. Revelado como preso de la Balsa en Thunderbolts #168. |
| Firefight                | William Boddicker                  | Enemigo de Elektra y Mortaja. Apareció por primera vez en Heroes for Hire vol. 3 #9. Revelado como preso de la Balsa en Heroes for Hire vol. 3 #9. |
| Flambé                   | Sin revelar                        | Enemiga de X-Factor. Apareció por primera vez en X-Factor #80. Revelada como presa de la Balsa en Los Nuevos Vengadores: Archivos Más Buscados. |
| Exterminador de Tontos   | Kurt Gerhardt                      | Un asesino de locos. Apareció por primera vez en Exterminador de Tontos #1. Revelado como preso de la Balsa en Nuevos Vengadores #1-4 y Los Nuevos Vengadores: Archivos Más Buscados.                                                                                        |
| Tigre Volador            | Sin revelar                        | Enemigo de Spider-Woman y los Thunderbolts. Apareció por primera vez en Spider-Woman #40. Revelado como preso de la Balsa en Academia Vengadores #15. |
| Fantasma                 | Sin revelar                        | Enemigo de Iron Man. Apareció por primera vez en Iron Man #219. Revelado como preso de la Balsa en Thunderbolts #144-158 y Llega la Edad Heroica #1. |
| Glowworm                 | William Blake                      | Enemigo de Luke Cage. Apareció por primera vez en Power Man y Puño de Hierro #123. Revelado como preso de la Balsa en Los Nuevos Vengadores: Archivos Más Buscados. |
| Goliat                   | Tom Foster                         | Sobrino de Bill Foster. Apareció por primera vez en Pantera Negra Vol. 3 #23. Revelado como preso de la Balsa en Vengadores Anual Vol. 4 #1. |
| Hombre Gorila            | Arthur Nagan                       | Apareció por primera vez en Mystery Tales #21. Revelado como preso de la Balsa en Academia Vengadores #15. |
| Gravitón                 | Franklin Hall                      | Enemigo de los Vengadores y Iron Man. Apareció por primera vez en Vengadores #158. Revelado como preso de la Balsa en Iron Man vol. 4 #8 y Los Nuevos Vengadores: Archivos Más Buscados. Fallecido.                                                                          |
| Duende Verde             | Norman Virgil Osborn               | Enemigo de Spider-Man. Apareció por primera vez en Amazing Spider-Man #14. Revelado como preso de la Balsa en Vengadores Oscuros #16, Nuevos Vengadores Vol. 2 #16.1 y Nuevos Vengadores vol. 2 #23.                                                                         |
| Gárgola Gris             | Paul Pierre Duval                  | Enemigo de Thor y Iron Man. Apareció por primera vez en Journey into Mystery #107. Revelado como preso de la Balsa en Nuevos Vengadores #1-4, la miniserie Reino Oscuro: Legión Letal y Los Nuevos Vengadores: Archivos Más Buscados.                                        |
| Grifo                    | John "Johnny" Horton               | Enemigo del Hombre Maravilla, Bestia y los Vengadores. Apareció por primera vez en Amazing Adventures #15. Revelado como preso de la Balsa en Nuevos Vengadores #1-4, Herc #3 y Los Nuevos Vengadores: Archivos Más Buscados.                                                |
| Segador                  | Eric Williams                      | Enemigo del Hombre Maravilla y los Vengadores. Apareció por primera vez en Vengadores #52. Revelado como preso de la Balsa en la miniserie Reino Oscuro: Legión Letal. Fallecido.                                                                                            |
| Grizzly                  | Maxwell Markham                    | Enemigo de Spider-Man. Apareció por primera vez en Amazing Spider-Man #139. Revelado como preso de la Balsa en Academia Vengadores #3-4 y Llega la Edad Heroica #1. |
| Hombre Gorila            | Arthur Nagan                       | Enemigo de los Defensores. Apareció por primera vez en Mystery Tales #21. Revelado como preso de la Balsa en Academia Vengadores #15. |
| Gorgon                   | Tomi Shishido                      | Enemigo de Lobezno, los Guerreros Secretos y los Vengadores. Apareció por primera vez en Lobezno vol. 3 #20. Revelado como preso de la Balsa en Nuevos Vengadores vol. 2 #23.                                                                                                |
| Hecate                   | Hecate                             | Enemiga de Hércules. Apareció por primera vez en Herc #3. Revelado como presa de la Balsa en Herc #3. |
| Hood                     | Parker Robbins                     | Enemigo de los Vengadores. Apareció por primera vez en The Hood #1. Revelado como preso de la Balsa en Vengadores vol. 4 #12. |
| Mosca Humana             | Richard Deacon                     | Enemigo de Spider-Man. Apareció por primera vez en The Amazing Spider-Man Anual #10. Revelado como preso de la Balsa en Veneno vol. 2 #16. |
| Hydro-Man                | Morris Bench                       | Enemigo de Spider-Man. Apareció por primera vez en Amazing Spider-Man #212. Revelado como preso de la Balsa en Nuevos Vengadores #1-4 y Los Nuevos Vengadores: Archivos Más Buscados.                                                                                        |
| Hiperión                 | Mark Milton                        | Enemigo de los Thunderbolts y los Exiliados. Apareció por primera vez en Exiliados #38. Revelado como preso de la Balsa en Thunderbolts #151-153. |
| Icemaster                | Sin revelar                        | Enemigo de los Thunderbolts. Apareció por primera vez en Thunderbolts #24. Revelado como preso de la Balsa en Miedo Mismo: el Frente Interno #2 y Thunderbolts #158. |
| Indali                   | Desconocido                        | Enemigo de los Thunderbolts. Apareció por primera vez en Thunderbolts #159. Revelado como preso de la Balsa en Thunderbolts #159; |
| Ironclad                 | Michael Steel                      | Enemigo de Hulk y los Vengadores. Apareció por primera vez en Increíble Hulk vol. 2 #254. Revelado como preso de la Balsa en Nuevos Vengadores #1-4, Los Nuevos Vengadores: Archivos Más Buscados y la miniserie Spider-Man: Fuga.                                           |
| Jack O'Lantern           | Desconocido                        | Enemigo de Flash Thompson/Veneno. Apareció por primera vez en Veneno vol. 2 #1. Revelado como preso de la Balsa en Veneno vol. 2 #22. |
| Puzzle                   | Billy "El Guapo" Russo             | Enemigo del Castigador. Apareció por primera vez en Amazing Spider-Man #162. Revelado como preso de la Balsa en Nuevos Vengadores #1-4 y Los Nuevos Vengadores: Archivos Más Buscados. Fallecido.                                                                            |
| John Steele              | John Steele                        | Enemigo de los Vengadores Secretos. Apareció por primera vez en Daring Mystery Comics #1. Revelado como preso de la Balsa en Vengadores Secretos #10-12. |
| Juggernaut               | Cain Marko                         | Enemigo de la Patrulla X. Apareció por primera vez en X-Men #12. Revelado como preso de la Balsa en Thunderbolts #144-158. |
| Rey Cobra                | Klaus Voorhees                     | Enemigo del Capitán América y Thor. Apareció por primera vez en Journey into Mystery #98. Revelado como preso de la Balsa en Los Nuevos Vengadores: Archivos Más Buscados y Toxina #1.                                                                                       |
| Kogar                    | Li-Peng Kai                        | Enemigo de Shang-Chi. Apareció por primera vez en Maestro de Kung Fu #62. Revelado como preso de la Balsa en Los Nuevos Vengadores: Archivos Más Buscados. |
| Líder                    | Samuel Sterns                      | Enemigo de Hulk. Apareció por primera vez en Tales to Astonish #62. Revelado como preso de la Balsa en Hulk vol. 2 #28. |
| Láser Viviente           | Arthur Parks                       | Enemigo de Iron Man. Apareció por primera vez en Vengadores #34. Revelado como preso de la Balsa en Nuevos Vengadores #1-4, Miedo Mismo: el Frente Interno #2 y Thunderbolts #158.                                                                                           |
| Lagarto                  | Curtis "Curt" Connors              | Enemigo de Spider-Man. Apareció por primera vez en The Amazing Spider-Man #6. Revelado como preso de la Balsa en The Amazing Spider-Man #691. |
| Lullaby                  | Felicity Hopkins Cross             | Enemiga de Sonámbulo. Apareció por primera vez en Sonámbulo #9. Revelada como presa de la Balsa en Los Nuevos Vengadores: Archivos Más Buscados. |
| Mac Gargan               | Mac Gargan                         | Enemigo de Spider-Man. Apareció por primera vez en Amazing Spider-Man #19. Revelado como preso de la Balsa en Amazing Spider-Man #650. |
| Hombre-Toro              | William Taurens                    | Enemigo de Daredevil. Apareció por primera vez en Daredevil #78. Revelado como preso de la Balsa en la miniserie Reino Oscuro: Legión Letal y Herc #3. |
| Mandril                  | Jerome Beechman                    | Enemigo de Shanna la Diablesa, los Vengadores y los Defensores. Apareció por primera vez en Shanna la Diablesa #4. Revelado como preso de la Balsa en Nuevos Vengadores #1-4, Los Nuevos Vengadores: Archivos Más Buscados y la miniserie Spider-Man: Fuga.                  |
| Mario el Hombre Montaña  | Desconocido                        | Primo de Marko el Hombre Montaña. Apareció por primera vez en Thunderbolts #159. Revelado como preso de la Balsa en Thunderbolts #159. Asesinado por Calavera. |
| Mash-Up                  | Zel Credo                          | Enemigo de Elektra y Mortaja. Apareció por primera vez en Heroes for Hire vol. 3 #9. Revelado como preso de la Balsa en Heroes for Hire vol. 3 #9. |
| Manticore                | Sin revelar                        | Enemigo del Motorista Fantasma. Apareció por primera vez en Motorista Fantasma vol. 2 #27. Revelado como preso de la Balsa en Los Nuevos Vengadores: Archivos Más Buscados.                                                                                                  |
| Mentallo                 | Marvin Flumm                       | Enemigo de la Patrulla X, Nick Furia y los Vengadores. Apareció por primera vez en Strange Tales #141. Revelado como preso de la Balsa en Cuatro Fantásticos #558, Nuevos Vengadores #1-4 y Los Nuevos Vengadores: Archivos Más Buscados. Aplastado por un monstruo gigante. |
| Señor Miedo              | Larry Cranston                     | Enemigo de Daredevil. Apareció por primera vez en Daredevil #88. Revelado como preso de la Balsa en Miedo Mismo: el Frente Interno #5 y Thunderbolts #168. |
| Señor Miedo              | Alan Fagan                         | Enemigo de Spider-Man. Apareció por primera vez en Marvel Team-Up #92. Revelado como preso de la Balsa en las miniseries Nuevos Vengadores #1-4, Spider-Man: Fuga y Los Nuevos Vengadores: Archivos Más Buscados.                                                            |
| Mister Hyde              | Calvin Zabo                        | Enemigo de Thor, Daredevil y los Vengadores. Apareció por primera vez en Journey into Mystery #99. Revelado como preso de la Balsa en las miniseries Nuevos Vengadores #1-4, Los Nuevos Vengadores: Archivos Más Buscados y Reino Oscuro: Legión Letal.                      |
| Hombre Molécula          | Owen Reece                         | Enemigo de los Cuatro Fantásticos. Apareció por primera vez en Cuatro Fantásticos #20. Revelado como preso de la Balsa en Nuevos Vengadores #1-4, Los Nuevos Vengadores: Archivos Más Buscados e Invasión Secreta #1; Fallecido.                                             |
| Mo Money                 | Sin revelar                        | Enemigo de Lobezno. Apareció por primera vez en Lobezno vol. 2 #164. Revelado como preso de la Balsa en Thunderbolts #159; Fallecido. |
| Mortar                   | Liana Feeser                       | Enemiga de los Jóvenes Aliados. Apareció por primera vez en Jóvenes Aliados vol. 2 #1. Revelado como preso de la Balsa en Jóvenes Aliados vol. 2 #5. |
| Piedra Lunar             | Karla Sofen                        | Enemiga de Hulk, el Capitán América y Ms. Marvel. Apareció por primera vez en Capitán América #192. Revelado como preso de la Balsa en Thunderbolts #145-158. |
| Nekra                    | Nekra Sinclair                     | Enemiga de Shanna la Diablesa, Spider-Woman y los Vengadores. Apareció por primera vez en Shanna la Diablesa #5. Revelado como preso de la Balsa en la miniserie Reino Oscuro: Legión Letal. Fallecido.                                                                      |
| Nitro                    | Robert Hunter                      | Enemigo de Hulk y Mar-Vell. Apareció por primera vez en Capitán Marvel #34. Revelado como preso de la Balsa en Civil War #1, Nuevos Vengadores #1-4 y Los Nuevos Vengadores: Archivos Más Buscados.                                                                          |
| Nuke                     | Frank Charles Simpson              | Enemigo de Daredevil y Lobezno. Apareció por primera vez en Daredevil #232. Revelado como preso de la Balsa en Thunderbolts #145. Actualmente en coma. |
| Ox                       | Raymond "Ray" Bloch                | Enemigo de Daredevil y Spider-Man. Apareció por primera vez en Amazing Spider-Man #10. Revelado como preso de la Balsa en Llega la Edad Heroica #1 y en Thunderbolts #168.                                                                                                   |
| Martinete                | Brian Philip Calusky               | Enemigo de Hulk, Thor, Defensores y los Vengadores. Apareció por primera vez en Defensores #17. Revelado como preso de la Balsa en Nuevos Vengadores #1-4 y Los Nuevos Vengadores: Archivos Más Buscados.                                                                    |
| Poundcakes               | Marian Pouncy                      | Enemiga del Capitán América y la Cosa. Apareció por primera vez en Marvel Dos en Uno #54. Revelada como presa de la Balsa en Thunderbolts #159. |
| Polvorín                 | Frank Skorina                      | Enemigo de Monica Rambeau. Apareció por primera vez en Capitán Marvel Especial #1. Revelado como preso de la Balsa en Academia Vengadores #4. |
| Printout Man             | Windsor Babbage                    | Enemigo de Spider-Man. Apareció por primera vez en Publicidad Anfitriona de Tartas en varias publicaciones. Revelado como preso de la Balsa en Los Nuevos Vengadores: Archivos Más Buscados.                                                                                 |
| Psiphon                  | Sin revelar                        | Enemigo de Venganza. Apareció por primera vez en Marvel Comics Presentes #147. Revelado como preso de la Balsa en Los Nuevos Vengadores: Archivos Más Buscados. |
| Amo de las Marionetas    | Phillip Masters                    | Enemigo de Cuatro Fantásticos. Apareció por primera vez en Cuatro Fantásticos #8. Revelado como preso de la Balsa en Heroes for Hire vol. 3 #9-10. |
| Hombre Púrpura           | Zebediah Killgrave                 | Enemigo de Daredevil y Jessica Jones. Apareció por primera vez en Daredevil #4. Revelado como preso de la Balsa en Alias #26, Nuevos Vengadores #1-4 y Los Nuevos Vengadores: Archivos Más Buscados.                                                                         |
| Arenas Movedizas         | Sin revelar                        | Enemiga de Thor. Apareció por primera vez en Thor #392. Revelado como preso de la Balsa en Academia Vengadores #15. |
| Rampante                 | Stuart Clarke                      | Enemigo del Castigador y los Campeones. Apareció por primera vez en Campeón #5. Revelado como preso de la Balsa en Nuevos Vengadores #1-4 y Los Nuevos Vengadores: Archivos Más Buscados. Fallecido.                                                                         |
| Navaja                   | Douglas Scott                      | Enemigo de Shang-Chi, Toxina y Spider-Man. Apareció por primera vez en Maestro de Kung Fu #105. Revelado como preso de la Balsa en las miniseries Los Nuevos Vengadores: Archivos Más Buscados, Toxina y Guerra Civil: Primera Línea #9.                                     |
| Cabeza de Cuchilla       | Sin revelar                        | Enemigo de X-Statix. Apareció por primera vez en X-Statix #5. Revelado como preso de la Balsa en Los Nuevos Vengadores: Archivos Más Buscados. |
| Rómulo                   | Sin revelar                        | Enemigo de Lobezno. Apareció por primera vez en Lobezno vol. 3 #50. Revelado como preso de la Balsa en Lobezno vol. 2 #313. |
| Ruby Thursday            | Thursday Rubinstein                | Enemiga de los Defensores. Apareció por primera vez en Defensores #32. Revelado como preso de la Balsa en Lobezno Orígenes #43-45. |
| Sauron                   | Karl Lykos                         | Enemigo de la Patrulla X. Apareció por primera vez en X-Men #59. Revelado como preso de la Balsa en Nuevos Vengadores #1-4 y Los Nuevos Vengadores: Archivos Más Buscados.                                                                                                   |
| Espantapájaros           | Ebenezer Laughton                  | Enemeigo de Spider-Man y el Motorista Fantasma. Apareció por primera vez en Tales of Suspense #51. Revelado como preso de la Balsa en Alias #26, Nuevos Vengadores #1-4 y Los Nuevos Vengadores: Archivos Más Buscados.                                                      |
| Vigía                    | Robert Reynolds                    | Apareció por primera vez en El Vigía #1. Revelado como preso de la Balsa en Nuevos Vengadores #1-4; Fallecido. |
| Serpentino               | Sin revelar                        | Enemigo de Hulk. Apareció por primera vez en Marvel Team-Up #126. Revelado como preso de la Balsa en Los Nuevos Vengadores: Archivos Más Buscados. |
| Conmocionador            | Herman Schultz                     | Enemigo de Spider-Man. Apareció por primera vez en Amazing Spider-Man #46. Revelado como preso de la Balsa en Thunderbolts #156-158. |
| Shockwave                | Lancaster Sneed                    | Enemigo de Shang-Chi. Apareció por primera vez en Maestro de Kung Fu #42. Revelado como preso de la Balsa en Nuevos Vengadores #1-4 y Los Nuevos Vengadores: Archivos Más Buscados.                                                                                          |
| Samurái de Plata         | Kenuichio Harada                   | Enemigo de Lobezno y Daredevil. Apareció por primera vez en Daredevil #111. Revelado como preso de la Balsa en Nuevos Vengadores #11-13 y Los Nuevos Vengadores: Archivos Más Buscados. Fallecido.                                                                           |
| Babosa                   | Ulysses X. Lugman                  | Enemigo del Capitán América. Apareció por primera vez en Capitán América #325. Revelado como preso de la Balsa en Nuevos Vengadores #1-4 y Los Nuevos Vengadores: Archivos Más Buscados.                                                                                     |
| Speedfreek               | Leon Shappe                        | Enemigo de Hulk. Apareció por primera vez en Increíble Hulk #388. Revelado como preso de la Balsa en Guerra Civil #1; Fallecido. |
| Superia                  | Deidre Wentworth                   | Enemigo de Capitán América. Apareció por primera vez en Capitán América #390. Revelado como preso de la Balsa en Nuevos Vengadores vol. 2 #13, Nuevos Vengadores Vol. 2 #16.1 y Nuevos Vengadores vol. 2 #23.                                                                |
| Superior                 | Sin revelar                        | Enemigos de los Jóvenes Aliados y líder de los Bastardos del Mal. Apareció por primera vez en Jóvenes Aliados vol. 2 #2. Revelado como preso de la Balsa en Jóvenes Aliados vol. 2 #5.                                                                                       |
| Super-Skrull             | Kl'rt                              | Enemigo de los Cuatro Fantásticos. Apareció por primera vez en Cuatro Fantásticos #18. Revelado como preso de la Balsa en Thunderbolts #155-156. |
| Bola de Trueno           | Eliot Franklin                     | Enemigos de Hulk, Thor, Defensores y los Vengadores. Apareció por primera vez en Defensores #17. Revelado como preso de la Balsa en Nuevos Vengadores #1-4 y Los Nuevos Vengadores: Archivos Más Buscados.                                                                   |
| Tiburón Tigre            | Todd Arliss                        | Enemigo de Namor. Apareció por primera vez en Hombre Submarino #5. Revelado como preso de la Balsa en la miniserie Nuevos Vengadores #1-4, Los Nuevos Vengadores: Archivos Más Buscados y Reino Oscuro: Legión Letal.                                                        |
| Titania                  | Mary MacPherran                    | Enemiga de Hulka. Apareció por primera vez en Guerras Secretas #3. Revelado como preso de la Balsa en Thunderbolts #144. |
| Trick Shot               | Barney Barton                      | Enemigo de Ojo de Halcón y los Vengadores. Apareció por primera vez en Vengadores #64. Revelado como preso de la Balsa en Nuevos Vengadores vol. 2 #23 y Thunderbolts #175.                                                                                                  |
| Troll                    | Gunna Sijurvald                    | Enemigo de Thor y los Thunderbolts. Apareció por primera vez en Thunderbolts #145. Revelado como preso de la Balsa en Thunderbolts #145-150 y Thunderbolts #155-158. |
| Lápida                   | Lonnie Thompson Lincoln            | Enemigo de Spider-Man. Apareció por primera vez en Red de Spider-Man #36. Revelado como preso de la Balsa en Nuevos Vengadores #1-4. |
| Toxic Doxie              | June Covington                     | Enemiga de los Vengadores. Apareció por primera vez en Osborn #1. Revelado como preso de la Balsa en Nuevos Vengadores vol. 2 #23 y Thunderbolts #175. |
| María Tifoidea           | Mary Walker                        | Enemiga de Daredevil. Apareció por primera vez en Daredevil #254. Revelado como preso de la Balsa en Nuevos Vengadores #1-4 y Los Nuevos Vengadores: Archivos Más Buscados.                                                                                                  |
| Vampiro                  | Sin revelar                        | Enemigo de Nova y Spider-Man. Apareció por primera vez en Nova vol. 3 #5. Revelado como preso de la Balsa en Los Nuevos Vengadores: Archivos Más Buscados. Fallecido. |
| Vapor                    | Ann Darnell                        | Enemiga de Hulk y los Vengadores. Apareció por primera vez en Increíble Hulk vol. 2 #254. Revelado como preso de la Balsa en las miniseries Nuevos Vengadores #1-4, Los Nuevos Vengadores: Archivos Más Buscados y Spider-Man: Fuga.                                         |
| Vector                   | Simon Utrecht                      | Enemigo de Hulk y los Vengadores. Apareció por primera vez en Increíble Hulk vol. 2 #254. Revelado como preso de la Balsa en las miniseries Nuevos Vengadores #1-4, Los Nuevos Vengadores: Archivos Más Buscados y Spider-Man: Fuga.                                         |
| Alimaña                  | Edward Whelan                      | Enemigo de Spider-Man. Apareció por primera vez en Capitán América #272. Revelado como preso de la Balsa en Academia Vengadores #3-4, Nuevos Vengadores #1-4 y Los Nuevos Vengadores: Archivos Más Buscados.                                                                 |
| Buitre                   | Adrian Toomes                      | Enemigo de Spider-Man. Apareció por primera vez en Amazing Spider-Man #2. Revelado como preso de la Balsa en Red de Spider-Man vol. 2 #5. |
| Torbellino               | David Cannon                       | Enemigo de Hank Pym y los Vengadores. Apareció por primera vez en Tales to Astonish #50. Revelado como preso de la Balsa en Miedo Mismo: el Frente Interno #2 y Thunderbolts #158.                                                                                           |
| Hombre Maravilla         | Simon Williams                     | Enemigo de los Vengadores. Apareció por primera vez en Vengadores #5. Revelado como preso de la Balsa en la miniserie Reino Oscuro: Legión Letal. |
| Demoledor                | Dirk Garthwaite                    | Enemigo de Hulk, Thor, los Defensores y los Vengadores. Apareció por primera vez en Thor #148. Revelado como preso de la Balsa en Nuevos Vengadores #1-4 y Los Nuevos Vengadores: Archivos Más Buscados.                                                                     |
| X-Ray                    | James Darnell                      | Enemigos de Hulk y los Vengadores. Apareció por primera vez en Increíble Hulk vol. 2 #254. Revelado como preso de la Balsa en las miniseries Nuevos Vengadores #1-4, Los Nuevos Vengadores: Archivos Más Buscados y Spider-Man: Fuga.                                        |
| Zzzax                    | Zzzax                              | Enemigo de Hulk. Apareció por primera vez en El Increíble Hulk #166. Revelado como preso de la Balsa en Nuevos Vengadores #1-4 y Los Nuevos Vengadores: Archivos Más Buscados.                                                                                               |

## En otros medios

### Televisión
- La Balsa aparece en la serie animada de televisión Los Vengadores: los héroes más poderosos de la Tierra. Es la cuarta de las cuatro prisiones más importantes de supervillanos (fuera de la Bóveda, el Cubo, y la Casa Grande), y la más reservada, con incluso minoría de los miembros de S.H.I.E.L.D. sabiendo de su existencia. Mientras que las otras tres prisiones se especializan en presos con ciertos tipos de poderes, La Balsa parecía estar reservada solo para lo peor de lo peor. Los reclusos conocidos de la Balsa son el Barón Heinrich Zemo, Hombre Púrpura, Gravitón, y una bestia blanca no especificada que puede ser Wendigo. En "La Fuga" Parte 1, que es una de las cuatro prisiones más importantes de supervillanos mencionadas en el primer episodio de la serie como una fuga masiva exitosa es efectuada junto con las otras tres prisiones liberando a los prisioneros de las cuatro cárceles. A pesar de que las otras prisiones habían perdido todos sus prisioneros, la prioridad de Furia estaba en intentar contener La Balsa, lo que también fracasó.
- La Balsa aparece en Avengers: Ultron Revolution, en el episodio, "Civil War, Parte 3: Tambores de Guerra", cuando los Vengadores son puestos en esta prisión, hasta que Black Widow, Black Bolt y Medusa aparecen en liberarlos, y escapan.
- La Balsa aparece en medios conectados al Marvel Cinematic Universe.
  - La Balsa fue mencionada por Jeffrey Mace en Agents of S.H.I.E.L.D.: Slingshot, episodio, "John Hancock".
  - La Balsa es mencionada en la serie de Netflix Marvel's Jessica Jones, en el episodio de la segunda temporada "AKA Ain't We Got Fun", mientras que en la tercera hace repetidas referencias a la prisión en el final de la temporada, donde Luke Cage visita a Jessica Jones y le dice que envió a Willis Stryker a ese lugar, y fue la decisión correcta. Trish Walker fue arrestada y enviada también allá por debido a los asesinatos que cometió en contra de los criminales.
  - En The Falcon and the Winter Soldier, aparece en el episodio final "One World, One People", después de ser llevado y encarcelado en la Balsa en el episodio anterior, "Truth", Helmut Zemo se entera de que los miembros restantes de Flag Smashers fueron asesinados por un coche bomba detonado por su mayordomo.

### Cine
- La Balsa aparece en Capitán América: Civil War como una prisión submarina de máxima seguridad supervisada por Thaddeus Ross, en medio del Océano Atlántico. En ella tienen capturados a los superhéroes que están del lado del Capitán América en contra de los Acuerdos de Sokovia siendo estos: Falcon, Ant-Man, Hawkeye y Bruja Escarlata, pero al final son liberados por el Capitán América llevándolos a Wakanda en secreto (por T'Challa).
- Un huevo de Pascua perteneciente a La Balsa también se incluye en una escena eliminada en la película Deadpool, en la que el antagonista principal Ajax está siendo acompañado en un bote a "La Prisión Balsa". Es muy probable que se corte debido a complicaciones legales con el UCM.[5]
- La Balsa aparece nuevamente en el final de Captain America: Brave New World donde están encarcelados Samuel Sterns y el propio Thaddeus Ross.

### Videojuegos
- La Balsa aparece como un nivel en Lego Marvel Super Heroes. Es interrumpido por Sabretooth y Mystique, quienes inician un motín en la prisión y liberan a Magneto. El motín está contenido por Iron Man, Hulk y Wolverine, y Sabretooth es capturado, pero Magneto y Mystique escapan.
- La Balsa aparece en el videojuego de 2018 Spider-Man. Electro, Rhino, Escorpión, Buitre y más tarde Señor Negativo aparecen como prisioneros, luego son escudriñados por el Doctor Octopus y todos derrotan a Spider-Man cuando intenta evitar la ruptura.